# クッシュマン・アンド・ウェイクフィールド
クッシュマン・アンド・ウェイクフィールド (英語: Cushman & Wakefield) は、米国イリノイ州・シカゴに本部を置く多国籍企業であり、世界最大の総合不動産サービス会社の一つ。約60カ国に400カ所の事務所があり、約53,000人の従業員を擁する。

## 歴史
1917年、クライズデール・クッシュマン（J. Clydesdale Cushman）とバーナード・ウェイクフィールド（Bernard Wakefield）の義兄弟によってニューヨーク市で設立。
1960年代、全米に拠点を拡大。
1990年代、1820年ロンドン設立の老舗不動産会社ヒーリー・アンド・ベイカー（Healey & Baker）を買収し、欧州に進出。
1994年、南米、欧州、アジアの主要不動産会社とパートナーシップを築き、世界拠点網を確立。
2000年、企業買収を通じ日本市場で不動産サービスを開始。
2015年、DTZと合併し、売上60億ドル規模で世界最大の非上場不動産企業に。
2017年、クッシュマン・アンド・ウェイクフィールド設立100周年。
2018年、ニューヨーク証券取引所に上場。

## ビジネス
テナント企業とオーナー・投資家の双方に総合不動産サービス事業を展開している。

### 不動産賃貸借
仲介事業の他、テナントレップ（テナント企業代理人）として、移転や賃料交渉を行う。また、オーナーレップ（ビルオーナー代理人）として、テナントを誘致する。ブランド店舗や物流施設の賃貸借も扱う。

### 不動産売買・投資売却
事業用不動産（オフィス、工場、倉庫、研究施設等）の売買、投資助言、資産管理（アセット・マネジメント）、不動産鑑定評価、市場調査報告

### オキュパイヤーサービス
多国籍企業の不動産ポートフォリオ管理、賃貸借契約管理、施設管理（ファシリティー・マネジメント）や開発・内装工事管理（プロジェクト・マネジメント）

### ジャパンデスク
日本企業の海外進出、拡大ならびに撤退支援

## 受賞歴
- 全米ベスト・エンプロイヤー・フォー・ウィメン、2020年、フォーブス（Forbes）[6]